# Hứa Gia Ấn
Hứa Gia Ấn (tiếng Trung: 许家印; sinh ngày 9 tháng 10 năm 1958) là một tỷ phú, một doanh nhân Trung Quốc, chủ tịch của tập đoàn phát triển nhà đất Hằng Đại và cũng là chủ sở hữu của câu lạc bộ bóng đá nổi tiếng Quảng Châu Hằng Đại Đào Bảo. Ngoài ra, ông cũng là Phó chủ tịch Hiệp hội doanh nghiệp Trung Quốc, phó chủ tịch Hiệp hội bất động sản Trung Quốc, chủ tịch phòng thương mại tỉnh Quảng Đông, Hà Nam.

## Cuộc sống ban đầu
Hứa Gia Ấn có tuổi thơ rất nghèo khổ, gian nan. Năm ông mới 1 tuổi, mẹ ông mắc chứng ung thư máu rồi qua đời, ông trở thành trẻ mồ côi. Năm 1975, sau khi tốt nghiệp cấp 3, ông nghỉ học về nhà, làm nông.
Năm 1977, Trung Quốc khôi phục chế độ thi đại học, chàng trai Hứa Gia Ấn hăm hở đi thi nhưng bị trượt vì bỏ bẵng bài vở suốt mấy năm không ngó ngàng đến. Năm 1978, ông quay trở lại trường để ôn tập và thi đỗ vào Học viện Gang thép Vũ Hán, với thành tích đứng thứ 3.
Năm 1982, sau khi tốt nghiệp đại học, ông được phân về công tác tại Công ty gang thép Vũ Dương, Hà Nam làm trợ lý quản đốc phân xưởng. Ông đã bỏ công ngày đêm nghiên cứu dây chuyền sản xuất, tổng kết nhiều sáng kiến có giá trị...
Đến năm 1992, ông bỏ công việc đang làm để tới Thâm Quyến, miền đất hứa vào thời điểm đó. Ông lập ra Evergrande (Tập đoàn công nghiệp Hằng Đại) vào năm 1996, đặt trụ sở tại Quảng Châu.
Kể từ những năm 2000 các dự án nhà ở tại các thành phố ở Trung Quốc mọc lên như nấm sau mưa để đáp ứng nhu cầu tăng vọt vì quá trình đô thị hóa. Giá nhà cũng tăng rất mạnh. Tận dụng cơ hội, Evergrande như "diều gặp gió" phát triển vượt bậc..
Evergrande có chi nhánh, hiện diện tại 280 thành phố, với số lượng nhân viên lên tới 200.000 người. Tập đoàn đã hoàn thành 900 dự án xây nhà thương mại, hạ tầng bất động sản. Gần đây, Evergrande còn mở rộng hoạt động sang những lĩnh vực mới như thực phẩm, giải trí, nghiên cứu phát triển xe điện.
Từ năm 2020, vấn đề lớn nhất mà Evergrande đang gặp phái là sức ép đến từ "núi nợ" lên đến 300 tỉ USD sau nhiều năm đi vay để có đủ vốn hỗ trợ tăng trưởng nhanh. Trước đó, Evergrande cũng đã đẩy nhanh việc mua bán, sáp nhập, vì muốn tận dụng được đà tăng trưởng nóng của ngành bất động sản.

## Sự nghiệp
Ông bắt đầu công việc tại Công ty Sắt thép Vũ Dương, một công ty nhà nước tại Hà Nam trước khi đến Thâm Quyến kinh doanh. Đến năm 1996, ông cùng với một số thành viên khác đã thành lập tập đoàn công nghiệp Hằng Đại. Năm 2010, tập đoàn Hằng Đại đã bỏ ra 100 triệu nhân dân tệ để mua lại câu lạc bộ bóng đá Quảng Châu và đổi tên thành Quảng Châu Hằng Đại, trở thành một trong số những câu lạc bộ Trung Quốc thành công nhất.
Ngoài ra, ông cũng là một nhà từ thiện với những đóng góp lớn cho giáo dục, văn hóa, thể thao, đời sống, phúc lợi với khoảng hơn 10 tỷ nhân dân tệ. Vào năm 2017, Hứa Gia Ấn trở thành người giàu nhất Trung Quốc với tài sản 42 tỷ USD; nhưng hiện tại tháng 10/2023 đã giảm tới 98% xuống 979 triệu USD và không còn là tỷ phú.

## Tham vọng trở thành nhà sản xuất xe điện lớn nhất thế giới
Dù gánh khoản nợ khổng lồ, China Evergrande Group vẫn gây xôn xao khi tìm cách tấn công thị trường ôtô điện. Mục tiêu tỷ phú Hứa Gia Ấn là vượt qua Tesla và các tên tuổi khác để trở thành nhà sản xuất xe điện "lớn mạnh nhất thế giới" vào năm 2025.
Điều đặc biệt, khi các nhà sản xuất xe điện khác phải tốn hàng tỷ USD để phát triển một mẫu xe. Evergrande cho biết họ đang phát triển cùng lúc 14 mẫu. Dù không có nền tảng kỹ thuật hay công nghiệp, công ty xây dựng hàng loạt nhà máy.
Có thời điểm vốn hóa của China Evergrande New Energy Vehicle Group Ltd., hay Evergrande Auto, đã tăng vọt lên khoảng 87 tỷ USD, nhiều hơn hầu hết nhà sản xuất ôtô trên thế giới như Ford Motor và General Motors. Vốn hóa của Evergrande Auto thậm chí gấp 4 lần công ty mẹ, ngay cả khi công ty chưa bán bất cứ chiếc xe nào.
Evergrande từng khẳng định bất động sản và sản xuất ôtô sẽ tạo "sức mạnh tổng hợp". Theo đó, 6 triệu chủ nhà của Evergrande là "cơ sở khách hàng khổng lồ" của công ty. Các đại lý bất động sản của công ty cũng bán thêm xe điện.
Mặc dù có những tham vọng rất lớn trong ngành xe điện cũng như bất động sản nhưng hiện nay Evergrande đang rơi vào tình trạng "ngàn cân treo sợi tóc" với khoản nợ hơn 300 tỷ USD. Theo tính toán của Bloomberg, tính đến tháng 8/2021, tài sản của Hứa Gia Ấn chỉ còn khoảng 9,82 tỷ USD.